# Championnat d'Ouganda de football 2006
Navigation
Édition précédente Édition suivante
La saison 2006 du Championnat d'Ouganda de football est la trente-septième édition du championnat de première division ougandais. Les équipes engagées sont regroupées au sein d'une poule unique où elles affrontent deux fois leurs adversaires, à domicile et à l'extérieur. En fin de saison, les trois derniers du classement sont relégués et remplacés par les cinq champions régionaux de deuxième division.
C'est le club de Uganda Revenue Authority qui remporte le titre cette saison après avoir terminé en tête du classement, avec dix points d'avance sur le tenant du titre, Police FC. C'est le tout premier titre de champion d'Ouganda de l'histoire du club.

## Participants
- Mbale Heroes - Promu de D2
- Villa SC
- Kampala City Council
- Simba FC
- Express FC
- Police FC
- Maji FC - promu de D2
- Kinyara Sugar Works FC
- Kajjansi Boys Lions - Promu de D2
- Masaka Local Council
- Super Cubs FC - Promu de D2
- Bunamwaya SC - Promu de D2
- Kampala United
- Victors FC
- Uganda Revenue Authority

## Compétition

### Classement
Le classement est établi sur le barème de points classique : victoire à 3 points, match nul à 1, défaite à 0.
| Rang | Équipe                   | Pts | J  | G  | N  | P  | Bp | Bc | Diff |
| ---- | ------------------------ | --- | -- | -- | -- | -- | -- | -- | ---- |
| 1    | Uganda Revenue Authority | 65  | 28 | 19 | 8  | 1  | 47 | 13 | +34  |
| 2    | Police FCT CK            | 55  | 28 | 16 | 7  | 5  | 42 | 13 | +29  |
| 3    | Express FCC              | 54  | 28 | 15 | 9  | 4  | 32 | 16 | +16  |
| 4    | Kampala City Council     | 53  | 28 | 15 | 8  | 5  | 34 | 17 | +17  |
| 5    | Villa SC                 | 49  | 28 | 13 | 10 | 5  | 39 | 19 | +20  |
| 6    | Victors FC               | 49  | 28 | 14 | 7  | 7  | 28 | 20 | +8   |
| 7    | Simba FC                 | 47  | 28 | 12 | 11 | 5  | 36 | 21 | +15  |
| 8    | Kinyara Sugar Works FC   | 34  | 28 | 7  | 13 | 8  | 26 | 26 | 0    |
| 9    | Mbale HeroesP            | 32  | 28 | 8  | 8  | 12 | 18 | 25 | -7   |
| 10   | Maji FCP                 | 30  | 28 | 7  | 9  | 12 | 23 | 27 | -4   |
| 11   | Bunamwaya SCP            | 29  | 28 | 7  | 8  | 13 | 26 | 35 | -9   |
| 12   | Masaka Local Council     | 27  | 28 | 6  | 9  | 13 | 20 | 31 | -11  |
| 13   | Kampala United           | 25  | 28 | 5  | 10 | 13 | 22 | 31 | -9   |
| 14   | Kajjansi Boys LionsP     | 11  | 28 | 2  | 5  | 21 | 14 | 68 | -54  |
| 15   | Super Cubs FCP           | 6   | 28 | 0  | 6  | 22 | 10 | 55 | -45  |

|  | Qualification pour la Ligue des champions de la CAF 2007 et la Coupe Kagame inter-club 2007                                              |
|  | Qualification pour la Coupe Kagame inter-club 2007                                                                                       |
|  | Relégation en deuxième division |
|  | T : Tenant du titre C : Vainqueur de la Coupe d'Ouganda P : Promu de deuxième division CK : Vainqueur de la Coupe Kagame inter-club 2006 |

## Bilan de la saison
| Championnat d'Ouganda de football 2006                             | |
| Champion                                                           | Uganda Revenue Authority (1er titre)                                                                |
| Coupes et trophées                                                 | |
| Vainqueur de la Coupe d'Ouganda 2006                               | Express FC                                                                                          |
| Qualifications continentales                                       | |
| Ligue des champions de la CAF 2007                                 | Uganda Revenue Authority                                                                            |
| Coupe de la confédération 2007                                     | Aucun                                                                                               |
| Coupe Kagame inter-club 2007                                       | Police FC (tenant du titre)                                                                         |
| Coupe Kagame inter-club 2007                                       | Uganda Revenue Authority                                                                            |
| Promotions et relégations                                          | |
| Promus en Championnat d'Ouganda de football                        | Iganga Town Council Masindi Town Council City Lads FC Boroboro Holy Hill FC Kanoni Mukono United FC |
| Relégués en Championnat d'Ouganda de football de deuxième division | Kampala United Kalanjji Boys Lions Super Cubs FC                                                    |